# Ой-Ичиге
Ой-Ичиге (укр. Ой-Ічіґе, крымскотат. Oy İçige, Ой Ичиге) — исчезнувшее село в Красногвардейском районе Республики Крым, располагавшееся на северо-востоке района, в степной части Крыма, примерно на северной окраине современного села Климово.

## История
Первое документальное упоминание села встречается в Камеральном Описании Крыма… 1784 года, судя по которому, в последний период Крымского ханства Ой Эчеге входил в Насывский кадылык Карасубазарского каймаканства. После присоединения Крыма к России (8) 19 апреля 1783 года, (8) 19 февраля 1784 года, именным указом Екатерины II сенату, на территории бывшего Крымского Ханства была образована Таврическая область и деревня была приписана к Перекопскому уезду. После Павловских реформ, с 1796 по 1802 год, входила в Акмечетский уезд Новороссийской губернии. По новому административному делению, после создания 8 (20) октября 1802 года Таврической губернии, Ичиге был включён в состав Таганашминской волости Перекопского уезда.
По Ведомости о всех селениях в Перекопском уезде состоящих с показанием в которой волости сколько числом дворов и душ… от 21 октября 1805 года в деревне Ичиге числилось 10 дворов и 78 жителей, исключительно крымских татар. На военно-топографической карте генерал-майора Мухина 1817 года деревня Оешеге обозначена с 10 дворами. После реформы волостного деления 1829 года Ичеге, согласно «Ведомости о казённых волостях Таврической губернии 1829 года», отнесли к Башкирицкой волости (переименованной из Таганашминской). На карте 1836 года в деревне Эчеге 15 дворов. Затем, видимо, в результате эмиграции крымских татар, деревня заметно опустела и на карте 1842 года деревня обозначена условным знаком «малая деревня», то есть, менее 5 дворов.
В 1860-х годах, после земской реформы Александра II, деревню включили в состав Владиславской волости. По обследованиям профессора А. Н. Козловского начала 1860-х годов, в селении вода в колодцах глубиной от 1,5—3 до 5 саженей (от 2 до 10 м) была частью солоноватая, а частью солёная. Согласно «Памятной книжке Таврической губернии за 1867 год», деревня Эчеге была покинута жителями в 1860—1864 годах, в результате эмиграции крымских татар, особенно массовой после Крымской войны 1853—1856 годов, в Турцию и оставалась в развалинах и в «Списке населённых мест по сведениям 1864 года» уже не значится. На трёхверстовой карте Шуберта 1865 года Эчеге ещё обозначен, а на карте, с корректурой 1876 года, его уже нет и в дальнейшем в доступных источниках не встречается.